# Nectarinia bocagii
El suimanga de Bocage (Nectarinia bocagii) es una especie de ave paseriforme de la familia Nectariniidae endémica del suroeste de África central. Su nombre conmemora al zoólogo portugués José Vicente Barbosa du Bocage.

## Distribución y hábitat
Se encuentra únicamente en Angola y el suroeste de la República Democrática del Congo.